# Gredigs Fürggli
Das Gredigs Fürggli ist ein Alpenpass im Schweizer Kanton Graubünden. Mit einer Scheitelhöhe von 2615 m ü. M. verbindet es Arosa mit Vaz/Obervaz und Parpan.

## Beschreibung und Name
Über das zwischen dem nördlichen Ausläufer des Parpaner Rothorns und dem Parpaner Weisshorn gelegene Gredigs Fürggli führt im Sommer ein häufig benutzter, markierter Wanderweg. Dieser dient auch als An- oder Abstiegsroute zu den genannten Gipfeln sowie zum Aroser Rothorn und dem Älplihorn und bietet in Verbindung mit Urdenfürggli und Hörnligrat eine beliebte Rundtour Arosa-Schwellisee-Älplisee-Hörnlihütte-Arosa. Die frühere Aroser Bergbauernfamilie Gredig, die beim Totseeli oberhalb der Plessurquelle Alpweiden besass, verlieh dem Pass seinen Namen.

## Geschichte
Im Unterschied zur Route über das Urdenfürggli nutzten die seit Beginn des 14. Jahrhunderts in Arosa siedelnden, Deutsch sprechenden Walser das Gredigs Fürggli deutlich weniger oft als Übergang zum rätoromanischen Obervaz, zu dem sie kirchlich bis zum Bau eines eigenen Gotteshauses in Langwies 1384/85 gehörten. Diese Strecke war weiter, beschwerlicher und führte auch höher hinauf. 
Die Ostseite des Übergangs war durch Nutzung als Alpgebiet für Schafe und durch die Bergbautätigkeit der Plurser Familie Vertemati 1450–1550 im Totälpli und der Goldgruaba, wo man Pyrit gefunden hatte, schon früh recht gut erschlossen. Auf der Westseite indessen führte lange Zeit einzig eine spärliche Wegspur in der Falllinie von der Passhöhe durch die steile Geröllhalde hinunter und anschließend den Felsen entlang in südwestlicher Richtung weiter nach Valbella.

## Touristische Nutzung

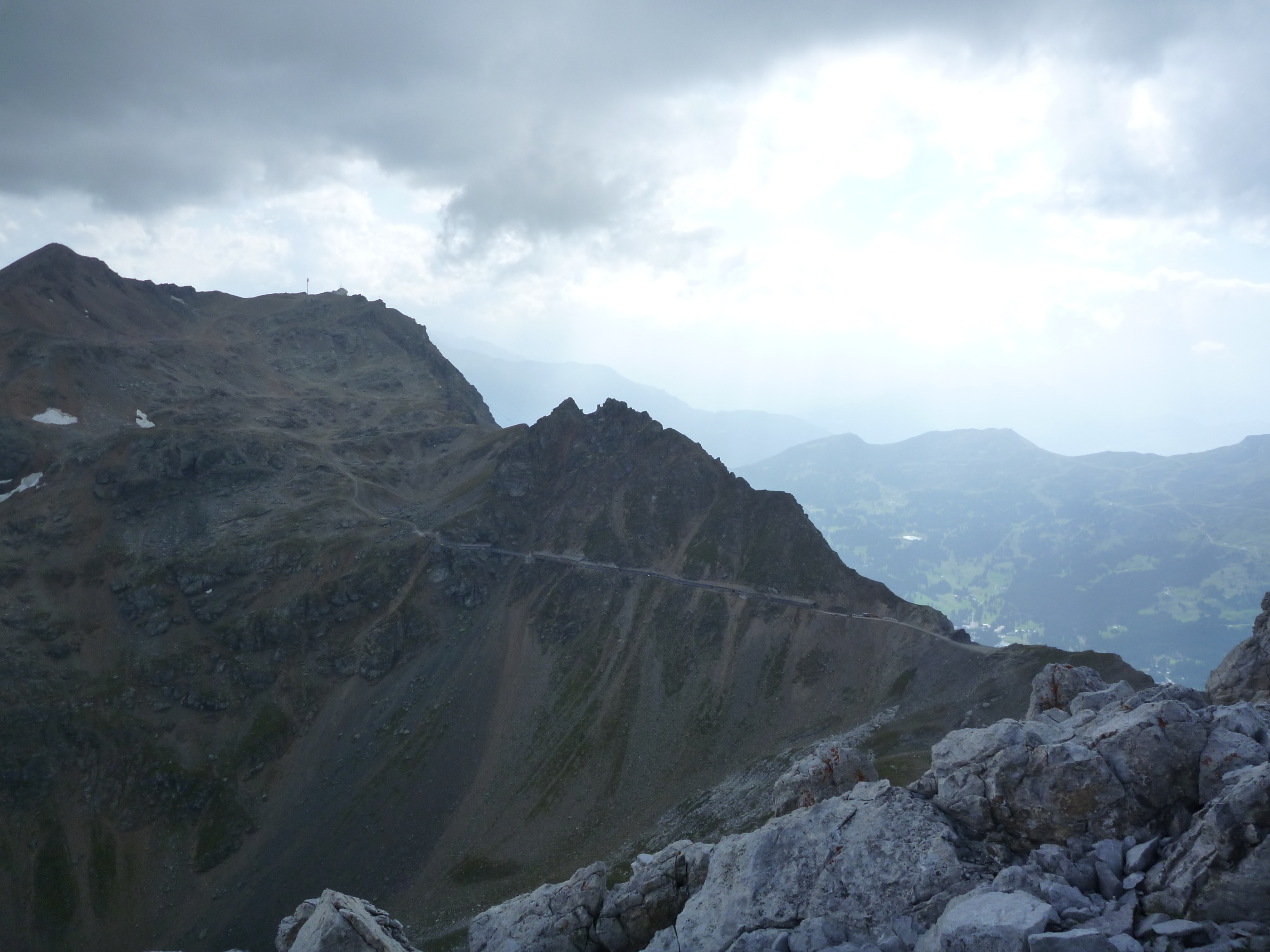
Wanderweg mit Felsengalerie vom Gredigs Fürggli über das Totälpli zum Parpaner Rothorn; im Winter eine präparierte Skipiste

Im Zuge des Baus der Rothornbahn 1963 erhielt die Betreibergesellschaft von der Gemeinde Arosa die Erlaubnis, das Gebiet Totälpli mit Skipisten zu erschliessen und eine Verbindungsgalerie durch die Ostwand des Gipfels 2762 zum Gredigs Fürggli zu erstellen. Gleichzeitig wurde dieses durch einen breiten Weg der Westseite des Parpaner Weisshorns entlang mit dem bestehenden Wanderweg von der Alp Scharmoin zum Urdenfürggli verbunden. 
Mit diesem neuen Höhenweg erfuhr das Parpaner Rothorn sowohl für Bergwanderer wie auch Skifahrer eine deutliche Aufwertung. Gleichzeitig war nun auch das Gredigs Fürggli von der Westseite viel einfacher erreichbar, und so erfreut es sich seither entsprechend grosser Frequenzen. Heute wird der Übergang hauptsächlich von Bergwanderern, Mountainbikern und Ski(touren)fahrern benutzt. Winters führt eine unschwierige Variantenabfahrt vom Pass über das Älpli nach Arosa. Sämtliche Zugänge weisen den Schwierigkeitsgrad T2 auf.

## Sportanlass
Der im Juli 2012 erstmals veranstaltete Gebirgslauf Swiss Irontrail sollte unter anderem vom Parpaner Rothorn über das Gredigs Fürggli nach Arosa und von dort via Weisshorn und Carmenna weiter Richtung Ausserschanfigg führen. Seit einer Streckenänderung im Jahr 2013 ist das Gredigs Fürggli nicht mehr Teil dieser Sportveranstaltung. 

## Varia
Am Weg zwischen dem Älplisee und der Passhöhe befindet sich der sagenumwobene Tüüfelsch Ruobstei.
Das Gebiet Gredigs Fürggli-Älplisee-Schwellisee-Arosa wird von der 2013/14 realisierten Skigebietsverbindung Arosa Lenzerheide nicht tangiert. 